# Peperina (bướm đêm)
Conistra là một subchi bướm đêm thuộc họ Noctuidae.